# Porcellio messenicus
Porcellio messenicus är en kräftdjursart som beskrevs av Karl Wilhelm Verhoeff1907. Porcellio messenicus ingår i släktet Porcellio och familjen Porcellionidae. Inga underarter finns listade i Catalogue of Life.